# Nikola Kekić
Nikola Kekić (Stari Grad Žumberački, 18. siječnja 1943.) prelat je Katoličke Crkve i vladika križevački u miru.

## Životopis
Rođen je 18. siječnja 1943. godine u Starom Gradu u Žumberku, od oca Nikole i majke Anđe rođ. Smičiklas. Kršten je i miropomazan u crkvi sv. Petra u Mrzlom Polju. Po nacionalnosti je Hrvat. Godine 1956. primljen je u Grkokatoličko sjemenište u Zagrebu gdje pohađa četiri razreda klasične gimnazije i još četiri kod franjevaca na Kaptolu gdje je maturirao 1963. godine. Križevački ga ordinarij šalje u Rim na studij Urbanianum. Križevački ordinarij Gabrijel Bukatko ga 1. studenog 1970. zaređuje za svećenika.
Vršio je razne službe u Križevačkoj biskupiji. Imenovan je 1984. godine podravnateljem Grkokatoličkog sjemeništa u Zagrebu, a 1990. godine ravnatelj. 
Papa Benedikt XVI. imenovao ga je 25. svibnja 2009. vladikom Križevačke eparhije. Dana 4. srpnja 2009. posvećen je i svečano uveden u službu vladike Križevačke biskupije. Sveti Otac papa Franjo, prihvatio je 18. ožujka 2019., odreknuće na pastoralnom služenju u Križevačkoj eparhiji.